# Anisopappus smutsii
Anisopappus smutsii là một loài thực vật có hoa trong họ Cúc. Loài này được Hutch. mô tả khoa học đầu tiên năm 1933.